# Maroota
Maroota är en del av en befolkad plats i Australien. Den ligger i kommunen The Hills Shire och delstaten New South Wales, i den sydöstra delen av landet, omkring 48 kilometer nordväst om delstatshuvudstaden Sydney.
Närmaste större samhälle är Glenorie, omkring 14 kilometer söder om Maroota. 
I omgivningarna runt Maroota växer i huvudsak städsegrön lövskog. Runt Maroota är det tätbefolkat, med 331 invånare per kvadratkilometer. Genomsnittlig årsnederbörd är 1 380 millimeter. Den regnigaste månaden är februari, med i genomsnitt 200 mm nederbörd, och den torraste är juli, med 36 mm nederbörd.